# ناثانيل لورانس
ناثانيل لورانس (بالإنجليزية: Nathaniel Lawrence)‏ هو محامي وسياسي أمريكي، ولد في 11 يوليو 1761 في إلم هرست في الولايات المتحدة، وتوفي في 15 يوليو 1797 في قرية همبستيد في الولايات المتحدة. انتخب عضو جمعية ولاية نيويورك.